# ロボット新人類ポリニアン
『ロボット新人類ポリニアン』（ロボットしんじんるいポリニアン）は、ダイバディが展開するオリジナルアクションフィギュアシリーズ。

## 概要
ポリニアンは2012年11月までには企画が存在していた。2015年4月24日に初となる商品「ポリニアン FMMクローバ(F/G)」が発売される。
フィギュアの世界観を原作としたアドベンチャーゲームが配信されている。同ゲームにも登場する「星来ユメ」が代表的なキャラクターとされる。FMMが少女型で、MMMが少年型である。FLLがグラマー女性体型を意味する。
2022年2月、秋葉原ラジオ会館で開催された「あみあみホビーキャンプ代替展示」でポリニアンのフィギュアが展示された。

## 世界観
ポリニアンは、地球に隕石が飛来した時に人類が接触したロボット生命体である。人類と接触したことによって彼らはヒトの形に変化したが、体の構成物質がポリ塩化ビニルに近いことからポリニアンと名付けられた。ポリニアンは食事もし、人類との間に子供を作ることもできる。幾度かの紛争が勃発した後、和平が訪れ、人類とポリニアンは互いに交わりながら平和に暮らすようになった。ポリニアンは人口の4分の1を占めるまでになった。
その後、ポリニアンの身体を解析することによって、新たな人口生命体「モートロイド」が生み出された。

## キャラクター

### ポリニアン
星来ユメ
リリー
クローバ
レグナート
エミール・トット
ルシオ・スエラ
シャムロック
リアリー
ベティー
モンタニ
エイミー
メル・カロン
ヴァニア
ケリー
ローザ
イアンナ
オリヴィエ
アルヴィン
マカオン

### モートロイド
アーティ
マレ
ピンクル
ブルーエット
マグアナ
マリリン
トリン